# Luksemburški jezik
Luksemburški jezik (ISO 639-3: ltz; luxembourgeois, luxemburgish, luxemburgian, luxembourgish, letzburgisch, lëtzebuergesch, moselle franconian, frankish), jezik mozelsko-franačke podskupine srednjonjemačkih jezika, kojim se služi oko 320 000 Luksemburžana, poglavito u Luksemburgu (250 000; 1998.), i nadalje 30 000 u Belgiji (1998.), 40 000 (u Francuskoj; 2001. J. Nousse) i nešto u Njemačkoj i SAD-u. Jedan je od tri službena jezika (uz njemački i francuski) Luksemburga.
Luksemburški jezik je mješavina francuskog i moselsko-franačkog njemačkog dijalekta. 

## Vanjske poveznice
- Ethnologue (14th)
- Ethnologue (15th)
- Rječnik